# Данковка (Кемеровская область)
Данковка — деревня в Яйском районе Кемеровской области России. Входит в состав Кайлинского сельского поселения.

## География
Деревня находится в северной части области, на берегах реки Арбачек, к востоку от реки Китат (приток Яи), на расстоянии примерно 19 километров (по прямой) к западу-северо-западу (WNW) от районного центра посёлка городского типа Яя. Абсолютная высота — 168 метров над уровнем моря.
Часовой пояс
Деревня Данковка, как и вся Кемеровская область, находится в часовой зоне МСК+4. Смещение применяемого времени относительно UTC составляет +7:00.

## История
Населённый пункт был основан в 1847 году. В «Списке населенных мест Российской империи» 1868 года издания населённый пункт упомянут как казённая деревня Данковка (Берёзовый Лог) Томского округа (3-го участка) при реке Китате, расположенная в 122 верстах от окружного центра Томска. В деревне имелось 30 дворов и проживало 683 человека (354 мужчины и 329 женщин).
В 1911 году в селе Данковское, входившем в состав Судженской волости Томского уезда, имелось 169 дворов и проживало 1172 человека (610 мужчин и 562 женщины). Имелись церковь, училище Министерства внутренних дел и казённая винная лавка.
По данным 1926 года имелось 297 хозяйств и проживало 1660 человек (в основном — русские). Функционировали школа первой ступени, изба-читальня, лавка общества потребителей и лавка Центроспирта.
В административном отношении село являлось центром Данковского сельсовета Судженского района Томского округа Сибирского края.

## Население
| 2010 |
| ---- |
| 270  |

Половой состав
По данным Всероссийской переписи населения 2010 года в гендерной структуре населения мужчины составляли 47 %, женщины — соответственно 53 %.
Национальный состав
Согласно результатам переписи 2002 года, в национальной структуре населения русские составляли 91 % из 360 чел.

## Инфраструктура
В Данковке функционируют фельдшерско-акушерский пункт, дом культуры и библиотека.

## Улицы
Уличная сеть деревни состоит из пяти улиц и одного переулка.